# Route 53 (Alberta)
La Route 53 est une route ouest / est parcourant environ 222 km (138 mi) dans le centre de l'Alberta,.

## Description du tracé
La route 53 débute à l'intersection avec la route 22 (Cowboy Trail) et prend fin à l'intersection avec la route 36 (Veterans Memorial Highway). Elle passe dans les communautés de Rimbey, Ponoka, Bashaw, Donalda et Forestburg.

## Intersections majeures
| Municipalité rurale / spécialisée                | Ville           | km                                                 | Destinations                                 | Notes                                                                             |
| ------------------------------------------------ | --------------- | -------------------------------------------------- | -------------------------------------------- | --------------------------------------------------------------------------------- |
| Comté de Clearwater                              |                 | 0,00                                               | AB-22 – Drayton Valley, Rocky Mountain House |                                                                                   |
| Comté de Ponoka                                  |                 | 15,10                                              | AB-761 sud                                   | Terminus ouest du multiplex avec l'AB-761                                         |
| Comté de Ponoka                                  | 24,90           | AB-761 nord                                        | Terminus est du multiplex avec l'AB-761      |                                                                                   |
| Comté de Ponoka                                  | 36,30           | AB-766 sud – Eckville                              | Terminus nord de l'AB-766                    |                                                                                   |
| Comté de Ponoka                                  | 42,70           | Traverse la rivière Blindman                       | Traverse la rivière Blindman                 |                                                                                   |
| Comté de Ponoka                                  | Rimbey          | 44,40                                              | vvv AB-20A sud (50 Avenue) vers AB-20        | Terminus ouest du multiplex avec l'AB-20A                                         |
| Comté de Ponoka                                  | Rimbey          | 46,00                                              | AB-20 sud – Bentley, Sylvan Lake             | Terminus est du multiplex avec l'AB-20A; terminus ouest du multiplex avec l'AB-20 |
| Comté de Ponoka                                  |                 | 47,60                                              | AB-20 nord – Breton                          | Terminus est du multiplex avec l'AB-20                                            |
| Comté de Ponoka                                  | 55,70           | AB-771 nord – Parc provincial de Pigeon Lake       | Terminus ouest du multiplex avec l'AB-771    |                                                                                   |
| Comté de Ponoka                                  | 59,00           | AB-771 sud – Bentley                               | Terminus est du multiplex avec l'AB-771      |                                                                                   |
| Comté de Ponoka                                  | Crestomere      | 69,50                                              | AB-792 nord                                  | Terminus ouest du multiplex avec l'AB-771                                         |
| Comté de Ponoka                                  | Crestomere      | 69,70                                              | AB-792 sud – Gull Lake                       | Terminus est du multiplex avec l'AB-771                                           |
| Comté de Ponoka                                  |                 | 83,70                                              | Traverse la rivière Battle                   | Traverse la rivière Battle                                                        |
| Comté de Ponoka                                  | 84,50           | AB-795 nord – Usona, Calmar                        | Terminus sud de l'AB-795                     |                                                                                   |
| Ville de Ponoka                                  | Ville de Ponoka | 87,80                                              | AB-2 – Edmonton, Red Deer, Calgary           | Échangeur; sortie 450 de l'A-2                                                    |
| Ville de Ponoka                                  | Ville de Ponoka | 91,60                                              | AB-2A – Wetaskiwin, Lacombe, Red Deer        |                                                                                   |
| Ville de Ponoka                                  | Ville de Ponoka | 92,90                                              | Traverse la rivière Battle                   | Traverse la rivière Battle                                                        |
| Comté de Ponoka                                  |                 | 96,00                                              | AB-815 sud – Joffre                          | Terminus nord de l'AB-815                                                         |
| Comté de Ponoka                                  | 110,80          | AB-821 sud – Tees                                  | Terminus nord de l'AB-821                    |                                                                                   |
| Comté de Ponoka                                  | 120,40          | AB-822 nord                                        | Terminus sud de l'AB-822                     |                                                                                   |
| Comté de Camrose                                 |                 | 136,00                                             | AB-21 nord – Camrose                         | Terminus ouest du multiplex avec l'AB-21                                          |
| Comté de Camrose                                 | Bashaw          | 143,00                                             | AB-605 ouest                                 | Terminus est de l'AB-605                                                          |
| Comté de Camrose                                 | Bashaw          | 143,00                                             | AB-21 sud – Three Hills                      | Terminus est du multiplex avec l'AB-21                                            |
| Limite Comté de Camrose–Comté de Stettler No 6   |                 | 162,40                                             | AB-56 – Camrose, Stettler                    |                                                                                   |
| Comté de Stettler No 6                           | Donalda         | 170,60                                             | AB-850 sud                                   | Terminus nord de l'AB-850                                                         |
| Comté de Stettler No 6                           |                 | 178,90                                             | AB-854 nord – Rosalind, Bawlf                | Terminus sud de l'AB-854                                                          |
| Limite Comté de Stettler No 6–Comté de Flagstaff |                 | 187,20                                             | Traverse la rivière Battle                   | Traverse la rivière Battle                                                        |
| Comté de Flagstaff                               |                 | 196,30                                             | AB-855 nord – Heisler, Daysland              | Terminus ouest du multiplex avec l'AB-855                                         |
| Comté de Flagstaff                               | 197,90          | AB-855 sud – Parc provincial de Big Knife, Halkirk | Terminus est du multiplex avec l'AB-855      |                                                                                   |
| Comté de Flagstaff                               | Forestburg      | 206,00                                             | AB-856 nord (53 Street) – Strome             | Terminus sud de l'AB-856                                                          |
| Comté de Flagstaff                               |                 | 215,70                                             | AB-861 sud – Galahad                         | Terminus nord de l'AB-861                                                         |
| Comté de Flagstaff                               | 222,20          | AB-36 – Killam, Viking, Castor, Hanna              |                                              |                                                                                   |
| Comté de Flagstaff                               | 222,20          | AB-608 est                                         | L'AB-53 est devient l'AB-608 est             |                                                                                   |
| - Terminus de multiplex - Transition de route    |                 |                                                    |                                              |                                                                                   |